# Kovács Győző (sportoló)
Kovács Győző (Budapest, 1954. január 27. –) paralimpiai ezüstérmes, világbajnoki bronzérmes, Európa-bajnok para-asztaliteniszező és edző.

## Sportpályafutása
Játéktudása és technikai képzettsége alapján 1966-ban felvették a Vasas SC NB I-es labdarúgó szakosztályának kölyökcsapatába. Lábizomzatának nagyfokú merevsége és kezdődő izomsorvadása miatt a labdarúgást 1969-ben be kellett fejeznie. Az asztaliteniszben talált magának sportmenedéket. Kitartó és szorgalmas edzésmunkával az egészséges asztaliteniszezők NB III-as versenyrendszerébe tornázta fel magát. Súlyosbodó lábbetegsége miatt azonban az asztalitenisz versenysportot is abbahagyta 1982-ben.
Egy 1983-as balatoni nyaraláson összetalálkozott a mozgássérültek asztalitenisz-válogatottjának akkori edzőjével, Apor Györggyel, aki meghívta a mozgáskorlátozottak sportközösségébe. Így került 1983-ban a HOSC-be. Kvalifikált versenyzői múltjának, játéktudásának és szorgalmának köszönhetően a sportkarrierje a mozgásgátoltak asztaliteniszsportjában a csúcsra ért, mely kárpótolta az elmaradt focisikerek miatt is. 1984-től 1996-ig egyik meghatározó tagja és eredményes versenyzője volt a magyar mozgásgátoltak asztalitenisz-válogatottjának, ahol kiemelkedő nemzetközi eredményeket ért el. Négy paralimpián képviselte hazánkat. Paralimpiai, Eb-, VB-érmes helyezései azért is különösen értékesek, mert azokat a félprofi-profi versenyzőkkel teletűzdelt nagyon erős nemzetközi mezőnyben érte el, az itthoni abszolút amatőr versenyzési feltételek ellenére, anyagi segítség, állami támogatás (jutalom, ösztöndíj) és szponzor hiányában, de következetes és önmaga által szakmailag is megalapozott szorgalmas edzésmunkájának köszönhetően. Az utolsó paralimpiai versenyét 1996-ban Atlantában kézsérülése miatt eredménytelenül zárta.
Kiváló versenyeredményei mellett az edzői munkáját is nemzetközi sikerek övezik, melyet társadalmi munkában végzett a versenyzői pályafutása alatt és után is. A 48 éves (1966-tól 2014-ig tartó) sportmúltjának sikereit 30 éves aktív és felelősségteljes munkaviszonya mellett érte el. Sporteredményeit és sportmunkásságát 2011-ben Paralimpiai Érdeméremmel koronázták meg. A 2021-es esztendőben Eszterházy Miksa sportkitüntetésben részesült, mely életpályájának méltó elismerése.

### Sportegyesületei, edzői
- Labdarúgás – Vasas SC NB I-es kölyök csapata 1966-1969, Ihász Antal vezetése alatt
- Asztalitenisz – Magyar Adócsőgyár SC NB II-es kölyök csapata, Lányi László vezetése alatt
- Asztalitenisz – Gyár-és Gépszerelő Vállalat SE NB III-as csapata Sichtnik László vezetése alatt
- Asztalitenisz – Mozgásgátoltak Halassy Olivér SC (HOSC) 1983-2014, Koller István elnöksége alatt

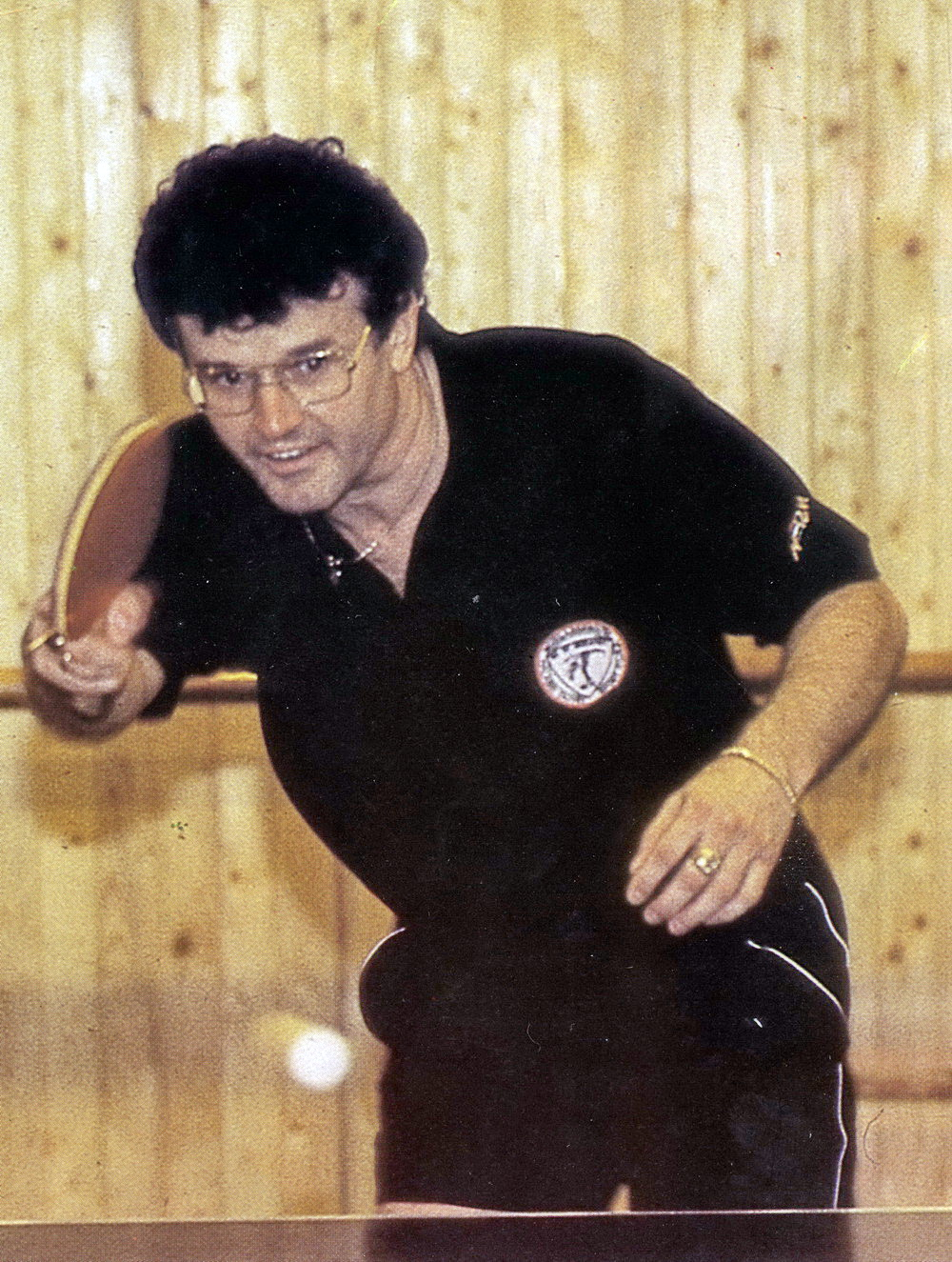
Kovács Győző asztaliteniszező – 1996

Edzői Apor György, Majsai Károly, Csintalan László, Sarnyai Ilona, Sichtnik László, Lányi László és Ihász Antal voltak pályafutása során.

## Kitüntetések, elismerések
- Az Év Sportembere (Mozgáskorlátozott Sportolója – 1986) – Ligeti Vilma Díj
- Paralimpiai Érdemérem (2011) – Magyar Paralimpiai Bizottság[9]
- Edzői Munka elismerő oklevele (2011) – Bp. Főváros XIV. ker. Önkormányzata
- Paralimpiai Díszoklevél (2014) – Emberi Erőforrások Minisztériuma
- Esztárházy Miksa-díj (2021) – Emberi Erőforrások Minisztériuma[8][10][11][12][13]

## Sporteredményei
- Paralimpiai ezüstérmes (1984 USA – New York)
- Paralimpiai bronzérmes (1988 Dél-Korea – Szöul)
- Paralimpiai 5-8. helyezett (1992 Spanyolország – Barcelona) – a nemzetközi szövetség téves és hátrányos kiemelési rangsora miatt
- Kétszeres világbajnoki bronzérmes (1986 Franciaország – Dijon)
- Európa-bajnok (1989 Ausztria – Bécs)
- Háromszoros Európa-bajnoki ezüstérmes (1985 Hollandia – Delden, 1989 Ausztria – Bécs, 1991 Spanyolország – Salu)
- Európa-bajnoki bronzérmes (1987 Anglia – Stoke Mandeville)
- 2x-es Top 12 bajnok (1993, 1994)
- Többszörös magyar bajnok[8][14][15][16]

## Edzői, nevelőedzői pályafutása
- 1986-2014 Mozgáskorlátozott asztaliteniszezők nevelőedzője, edzője
- 1976-1983 Az erzsébetvárosi asztalitenisz tömegsport vezetése, irányítása, edzése
- 1982 Asztalitenisz-játékvezető, versenybíró (36/246/1982/BU anyakönyvi sz., 37636 sz. igazolvány.)
- 1984-1985 OKISZ-KIOSZ-ban végzett sportszervezői munka
- 1986 Asztalitenisz-segédedző (1/11/1986/BU sz. oklevél., 28537sz. ig. – Volper László)
- 2008 Fogyatékos személyek sportjának kiegészítő szakirányú ismeretei (T/009/2008sz. ig. – FONESZ.)

Valamint a Halassy Olivér SC asztalitenisz szakosztály vezetése, edzésvezetése és volt elnökhelyettese és elnökségi tagja.

### Edzőként elért eredményei
- Arlóy Zsófia[18] kétszeres para-Eb-bronzérmes (2013, 2015) és paralimpiai 5. helyezett (2016, 2020)
- Majsai Károly paralimpiai bronzérmes (1988)
- Vadász György kétszeres speciális olimpiai aranyérmes, ezüstérmes (2011), Európa-bajnok (2010) – INAS-FID[19]

## Parasport-történeti erőfeszítései
Legendás sportegyesületének (HOSC-nek) archív emlékeit, gyűjteményeit még jelenleg is – egyedüliként – ápolja. Elsőként és önként készítette el azt a hiányzó archív nyilvántartást (MPB és a MOATSZ számára), mely a magyar mozgássérült asztalitenisz sport világsikereiről szól és 1996-ig teljes körűen bemutatja az Eb, vb, paralimpiai arany-, ezüst- és bronzérmes versenyzőinket, a versenyek időpontját, helyszínét (magyar para-asztalitenisz archívum). A Magyar Paralimpiai Bizottság felkérésére Kovács Győző készítette el a para-asztaliteniszt bemutató történeti ismertetőt is a Bizottság honlapjára.

## Képgaléria

Kovács Győző képei
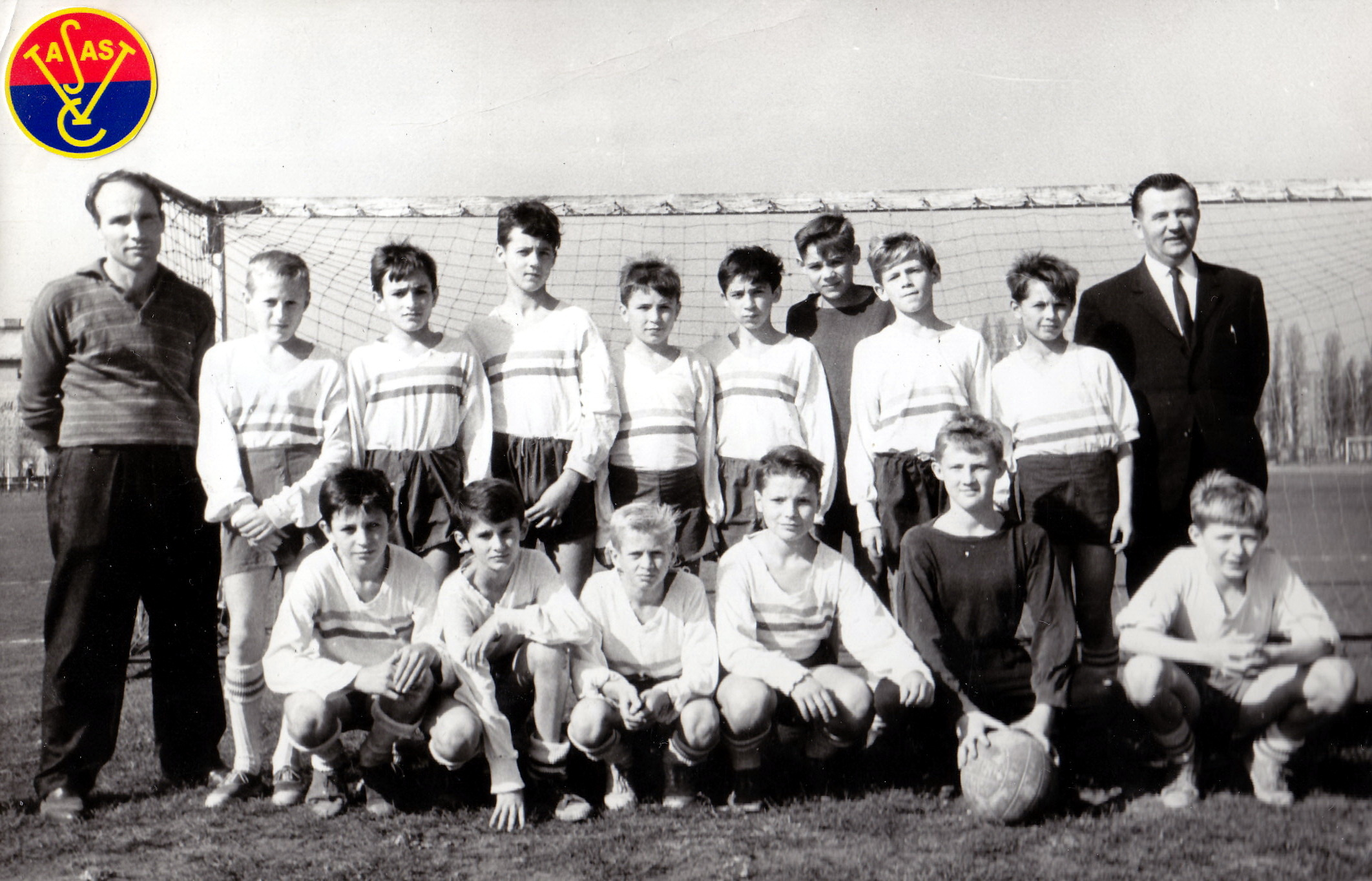
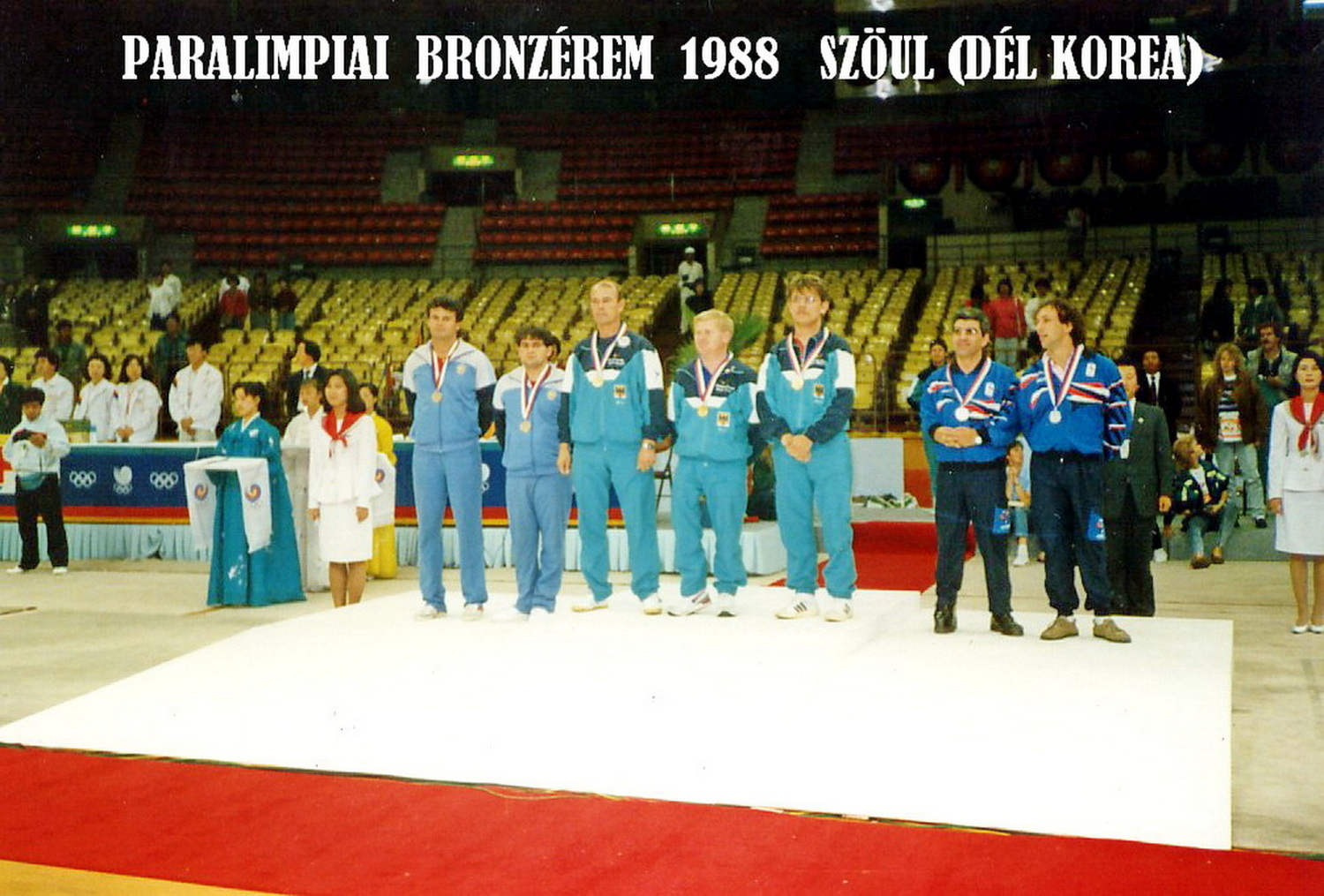
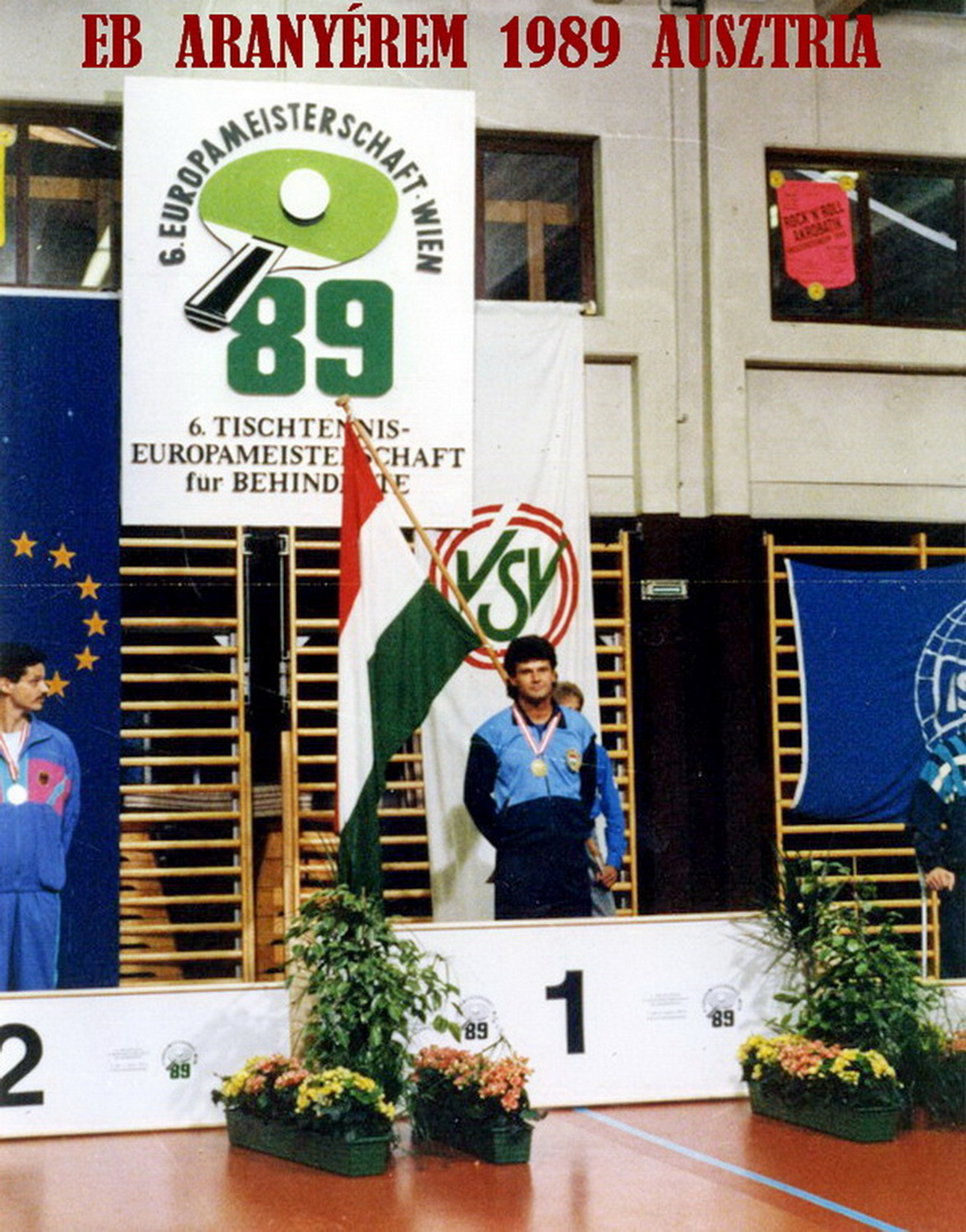
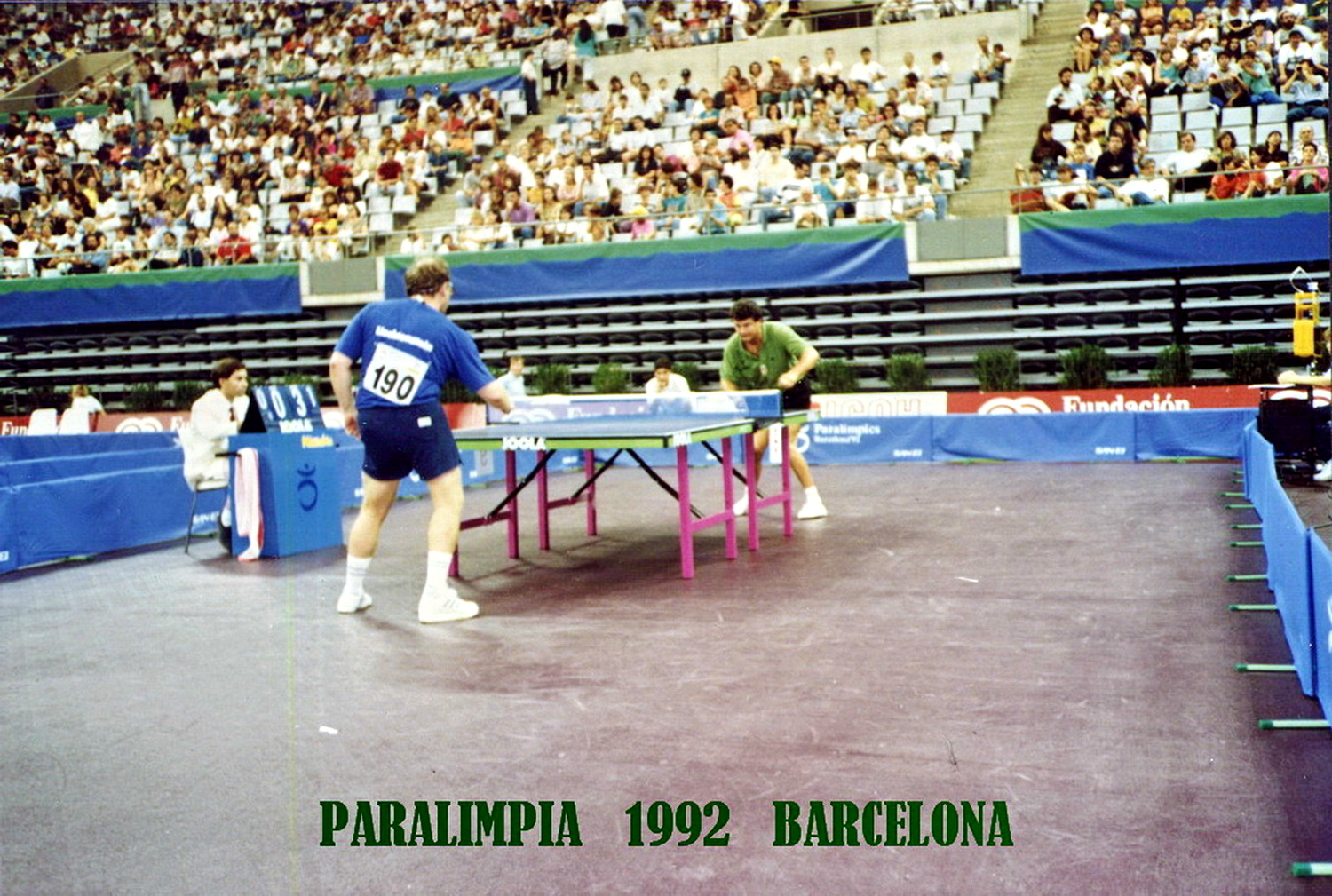

- Fájl:Vasas_csapatkép_-1968.jpg
- Fájl:Paralimpiai_bronzérmes_asztalitenisz_páros_1988.jpg
- Fájl:Kovács_Győző_Európa-bajnok_asztaliteniszező,_1989.jpg
- Fájl:Kovács_Győző_az_1992-es_barcelonai_Paralimpiai_Játékokon.jpg